# Долинов, Михаил Анатольевич
Михаи́л Анато́льевич До́линов (1892—1936) — русский поэт Серебряного века, близкий к петербургскому кругу символистов, режиссёр.

## Биография
Сын актёра и режиссёра Александринского театра А. И. Котляра. В октябре 1910 года ему с семейством «высочайше» было разрешено «именоваться вnредь по фамилии Долинов». Мать — актриса К. С. Долинова.
Михаил Долинов учился в 4-й одесской гимназии; перешёл во 2-ю nетербургскую гимназию (1908), в связи с переездом семьи в Петербург. Окончил юридический факультет Императорского Санкт-Петербургского университета (1916). Публикует первые стихи в газете «Обозрение театров».
В середине 1911 года Долинов знакомится с Александром Конге, который останется его ближайшим другом и «литературным близнецом». в 1912 году они выпустили общий сборник «Пленные голоса» и с тех пор регулярно упоминались вместе (экземпляр книги был послан Брюсову с инскриптом «от маленьких поэтов»). В сборник вошли два небольших цикла стихов. Первым значились «Цветы в тумане» А. Конге, а вторым — «Струнные напевы» М. Долинова Ещё один экземпляр «Пленных голосов» был преподнесён Николаю Гумилёву. Надпись от авторов была значительно проще: «Глубокоуважаемому Николаю Степановичу Гумилёву. М. Долинов, А. Конге». Отзыв Гумилёва на поэзию Михаила Долинова был достаточно сдержанным и в чём-то сходным с более поздним, блоковским. Подчеркнув очевидную вторичность творчества молодого поэта, он попутно заметил, однако, что поэт имеет «определённую культуру стиха». Позднее Н. С. Гумилёв отмечал в стихах Долинова среди «искусного рукоделия» «действительно удачные строфы».
После первого сборника Долинов печатался в «Лукоморье», «Аргусе», «Новом Сатириконе» (1915—1917). По характеристике А. А. Блока (1919), «авторское лицо» этих стихов — «…териокский дачник имеющий много знакомых и любящий nобаловаться стихами разного сорта — от Парни до Игоря Северянина и от Алкеевой строфы до венка сонетов».
В начале 1913 года Долинов и Конге сблизились с Б. А. Садовским, вместе с которым попытались организовать несостоявшийся антиакмеистический альманах «Галатея». Выпустил сборник «Радуга. Элегии, идиллии, буколики, оды и мадригалы» (1915).
Долинов был заметной фигурой в nетербургской литературно-художественной жизни 1910-х годов. Он был причастен к ряду проектов и осуществлений кабаретного театра. Долинов — автор ряда оnер-буфф, скетчей и водевилей для Троицкого и других театров миниатюр: «Бригадирша», «Именины на Петроградской стороне», «Зало для стрижки волос», «Кавалеры», «3 шляnы», «Бочка Диогена».
В начале 1920-х годов выехал в Берлин, где вместе с собственным отцом организовал кабаре «Золотой петушок», которое потерпело крах. После чего он переезжает в Париж, получает диплом инженера и работает на заводе. Умер от приступа астмы в 44 года (1936).
Долинов был женат дважды: на пианистке В. В. Алперс и актрисе Р. Г. Долиновой.